# Burg Brobergen
Die Burg Brobergen ist eine abgegangene hochmittelalterliche Burg der Herren von Brobergen westlich des Ortes Brobergen in der Gemeinde Kranenburg im niedersächsischen Landkreis Stade am linken Ufer der Oste.

## Geschichte
Der Ort Brobergen wird erstmals 1141 in einer Urkunde des Stader Grafen Rudolf erwähnt, als die drei Brüder Dudo, Adiko und Ricbert das Kloster St. Marien in Stade gründeten und daraufhin einer von den dreien Brobergen als Lehen erhielt. Im Jahr 1286 erfolgte zum ersten Mal in einer Urkunde die Benennung seiner Familie nach dem Ort „von Brobergen“. Wahrscheinlich um 1270 wurde die Burg als deren Sitz gegründet. 1325 erfolgte ihre erste ausdrückliche Erwähnung. Eine östlich gelegene Dammsiedlung wird erstmals 1356 genannt. 1364 wurde eine Kapelle in der Vorburg erwähnt, die um 1540 verfallen war und deren Reste 1561 als Torfscheuer dienten. 1377 erscheint ein Bergfried in den Schriftquellen. 1380/81 wird die Burg im Zuge der Mandelsloher Fehde von Stadt und Stift Bremen sowie Rittern aus Stade belagert, mit einer Blide beschossen und schließlich erobert. Den Bremern wurde danach das Öffnungsrecht an der Burg zugestanden.
1505 wurde Johann von Brobergen mit der Burg belehnt, der sie 1536 in ein Gut mit steinernem Haupthaus umwandelte. 1560 verlegte er seinen Wohnsitz nach Wohlenbeck, worauf die Burg 20 Jahre lang leer stand und verfiel. 1584 nahm Gothard von Brobergen seinen Wohnsitz wieder auf dem Burggelände und baute ein neues Herrenhaus nördlich des ehemaligen Burgplatzes. Weiterhin entstanden zu dieser Zeit Wirtschaftsbauten, eine neue Kapelle und eine Brücke über die Oste. 1618 wurde der Herrensitz an Johann von Düring veräußert. Nachdem das Gut 1668 Konkurs gegangen war, wurde es in bürgerliche Hände verkauft. 1941 wurde das Herrenhaus abgerissen und durch einen Neubau – dem heutigen Fährkrug – ersetzt.

## Beschreibung
Die Burg lag unmittelbar südlich des heutigen Fährübergangs. Eine geomagnetische Untersuchung des Burggeländes durch den Fähr- und Geschichtsverein lässt einen Bergfried sowie einzelne Gebäude im Halbkreis um einen Innenhof erkennen. Die Burganlage reichte bis fast an die Oste heran und ist durch den Deichbau in den 1970er Jahren erheblich beschädigt worden. Eine Beschreibung der Burg befindet sich zudem in einem Vertrag von 1536, in dem von einem alten Haus die Rede ist, das zusammen mit einem alten Bergfried im Norden liegt. Im Südwesten befindet sich zusammen mit einem Stall das neue Haus. Der Zugang erfolgt durch Tor, Brücke und Damm. In der ersten Hälfte des 16. Jahrhunderts war eine Umwallung vorhanden. Das letzte Herrenhaus war ein zweistöckiger Fachwerkbau mit einem Erdgeschoss aus Backsteinen. Rechtwinklig war zentral ein Viehhaus angebaut.